# Ерік Едман
Е́рік Е́дман (швед. Erik Edman, нар. 11 листопада 1978, Гускварна) — колишній шведський футболіст, захисник.

## Клубна кар'єра
Едман почав тренуватися в дитячій команді «Хабо ІФ», яку тренував його батько. 1994 року потрапив в структуру «Гельсінгборгу». За перший склад клубу він вперше зіграв 1997 року і грав за нього протягом 2,5 років, ставши з командою чемпіоном та володарем кубка Швеції, взявши участь у 61 матчі чемпіонату.
У 1999 році Едман вперше відправився за кордон, але не зміг закріпитися в складах італійського "Торіно та німецького «Карлсруе». Після цього Ерік повернувся до Швеції, в «АІК», за який виступав протягом 2000—2001 років.
1 серпня 2001 року Едмана придбав нідерландський «Геренвен». Відіграв за команду з Геренвена наступні три сезони своєї ігрової кар'єри. Більшість часу, проведеного у складі «Геренвена», був основним гравцем захисту команди.
Після Євро-2004 Едман перейшов в англійський «Тоттенгем Готспур», де був гравцем основного складу і запам'ятався своїм голом з 35 метрів у ворота «Ліверпуля», однак через рік, після літніх трансферів втратив місце в складі, програвши новачку корейцю Лі Йоун Пйо і 31 серпня 2005 року був проданий у французький «Ренн». В «Ренні» Едман відіграв два з половиною сезони і був твердим гравцем основи.
У січні 2008 року за 500 тисяч фунтів Едман перейшов у «Віган Атлетік» і підписав контракт з ним до літа 2010 року. 22 березня у матчі проти «Блекберн Роверс» він отримав травму коліна, через яку пропустив залишок сезону і Чемпіонат Європи 2008. Вперше вийшов на поле після травми 2 січня 2009 року в матчі 1/32 фіналу кубку Англії. Всього за два роки швед зіграв у Прем'єр-лізі лише 10 матчів.
5 лютого 2010 року повернувся до рідного «Гельсінгборга». З командою 2011 року Едман вдруге виграв чемпіонат Швеції, а також по два рази національний кубок та суперкубок. Всього за три сезони встиг відіграти за команду з Гельсінгборга 51 матчі в національному чемпіонаті, після чого завершив ігрову кар'єру.

## Виступи за збірну
31 січня 2001 року дебютував в офіційних матчах у складі національної збірної Швеції у грі проти збірної Фарерських островів.
Наступного року Едман був у заявці на чемпіонат світу 2002 року в Японії і Південній Кореї, але на поле не виходив. Пізніше він завоював місце в основному складі команди, і на чемпіонаті Європи 2004 року у Португалії та чемпіонаті світу 2006 року у Німеччині зіграв у всіх матчах своєї збірної.
Всього провів у формі головної команди країни 57 матчів, забивши 1 гол. Свій єдиний гол за збірну Едман забив 26 березня 2005 року в матчі проти збірної Болгарії ударом зі штрафного.

## Статистика виступів

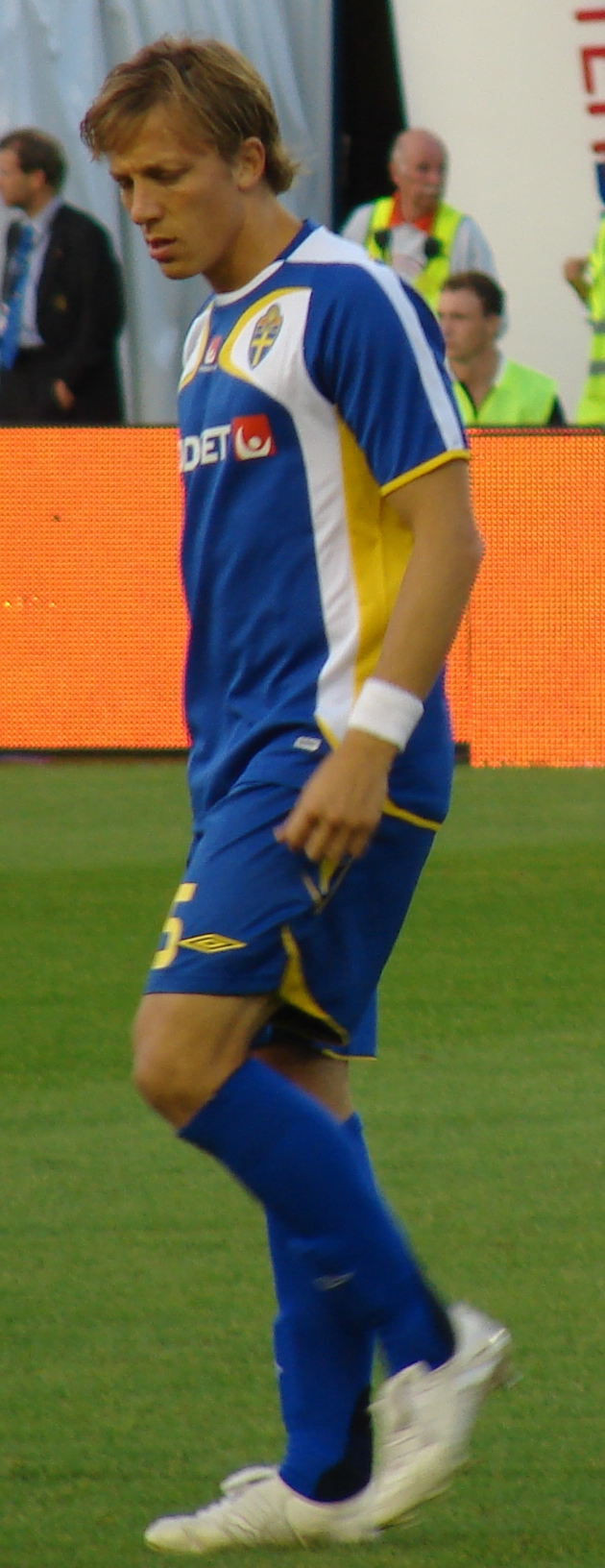
Ерік Едман перед матчем за збірну Швеції. 22 серпня 2007 року.

### Статистика клубних виступів
| Сезон   | Клуб                | Ліга         | Ігор | Голів |
| ------- | ------------------- | ------------ | ---- | ----- |
| 1997    | «Гельсінгборг»      | Аллсвенскан  | 24   | 0     |
| 1998    | «Гельсінгборг»      | Аллсвенскан  | 25   | 0     |
| 1999    | «Гельсінгборг»      | Аллсвенскан  | 12   | 1     |
| 1999-00 | «Торіно»            | Серія A      | 0    | 0     |
| 1999-00 | «Карлсруе СК»       | Бундесліга   | 8    | 0     |
| 2000    | АІК                 | Аллсвенскан  | 8    | 0     |
| 2001    | АІК                 | Аллсвенскан  | 13   | 0     |
| 2001-02 | «Геренвен»          | Ередивізі    | 33   | 1     |
| 2002-03 | «Геренвен»          | Ередивізі    | 30   | 0     |
| 2003-04 | «Геренвен»          | Ередивізі    | 28   | 0     |
| 2004-05 | «Тоттенхем Хотспур» | Прем'єр-ліга | 28   | 1     |
| 2005-06 | «Тоттенхем Хотспур» | Прем'єр-ліга | 3    | 0     |
| 2005-06 | «Ренн»              | Ліга 1       | 26   | 0     |
| 2006-07 | «Ренн»              | Ліга 1       | 30   | 0     |
| 2007-08 | «Ренн»              | Ліга 1       | 12   | 0     |
| 2007-08 | «Віган Атлетік»     | Прем'єр-ліга | 5    | 0     |
| 2008-09 | «Віган Атлетік»     | Прем'єр-ліга | 2    | 0     |
| 2009-10 | «Віган Атлетік»     | Прем'єр-ліга | 3    | 0     |
| 2010    | «Гельсінгборг»      | Аллсвенскан  | 29   | 0     |
| 2011    | «Гельсінгборг»      | Аллсвенскан  | 14   | 0     |
| 2012    | «Гельсінгборг»      | Аллсвенскан  | 8    | 0     |

### Збірна
| Збірна Швеції | Збірна Швеції | Збірна Швеції |
| Роки          | Ігри          | Голи          |
| ------------- | ------------- | ------------- |
| 2001          | 2             | 0             |
| 2002          | 5             | 0             |
| 2003          | 9             | 0             |
| 2004          | 11            | 0             |
| 2005          | 7             | 1             |
| 2006          | 12            | 0             |
| 2007          | 9             | 0             |
| 2008          | 0             | 0             |
| 2009          | 2             | 0             |
| Всього        | 57            | 1             |

## Титули і досягнення

### Клубні
- Чемпіонат Швеції
  - Чемпіон (2): 1999, 2011
  - Срібло (2): 1998, 2010
- Кубок Швеції
  - Володар (3): 1997-98, 2010, 2011
  - Фіналіст (2): 1999-00, 2000-01
- Суперкубок Швеції
  - Володар (1): 2011, 2012

### Індивідуальні
- Найкращий захисник в Швеції: 2004

## Особисте життя
Одружений з Ганною К'єльссон, є син Еліас (нар. 2005).